# Spider-Krater
Koordinaten: 16° 44′ S, 126° 5′ O

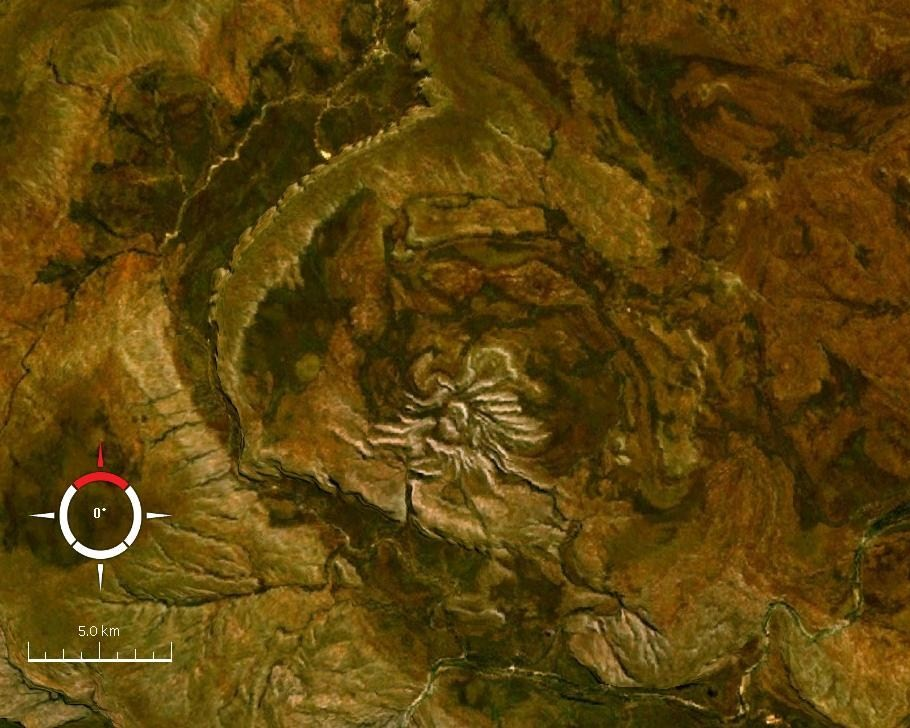
Satellitenbild der Spider-Struktur (Landsat)

Spider ist die Bezeichnung für eine Impaktstruktur in der Kimberley-Region von Westaustralien. Wegen des sehr unwegsamen Geländes ist der stark erodierte Einschlagkrater praktisch nicht zu erreichen. Der Name Spider (deutsch „Spinne“) ist hergeleitet von der auffälligen spinnenartigen Struktur, wie sie auf Luft- und Satellitenbildern erkennbar ist.
Die ungewöhnliche geologische Struktur war seit den 1950er Jahren ein Rätsel. Erst als in den späten 1970er Jahren Strahlenkegel im Zentrum gefunden wurden, war es klar, dass es sich bei Spider um einen erodierten Einschlagkrater handelt. Der zentrale Bereich mit den Strahlenkegeln wird als der Überrest des Zentralberges gedeutet. Die äußeren Grenzen der Störung haben Durchmesser von 11 bis 13 km, wobei davon ausgegangen wird, dass der ursprüngliche Krater größer war. Die Asymmetrie der Struktur erklären einige Geologen mit dem flachen Eintrittswinkel des Himmelskörpers aus nördlicher oder nordwestlicher Richtung, während andere Geologen die Ursache in der ursprünglichen Geländeform sehen.
Der Zeitpunkt des Einschlags ist bisher nicht genau festgestellt, aber es wird angenommen, dass er nach der Faltung der Quarzite im Proterozoikum, aber vor lokaler eiszeitlicher Erosion stattfand. Wenn diese Annahmen zutreffen, dann dürfte der Impakt vor 600 bis 900 Millionen Jahren erfolgt sein.